# Bump Bump!
Bump Bump! – dwudziesty-dziewiąty singel koreańskiej piosenkarki BoA. Singel został wydany 28 października 2009 roku.
Singel znajduje się na albumie Identity.

## Lista utworów
- CD singel, CD maxi-singel (28 października 2009)[1]

1. „Bump Bump!” – 4:05
2. „IZM” – 4:36
3. „Bump Bump!” (Instrumental) – 4:03
4. „IZM” (Instrumental) – 4:30

- CD singel, CD maxi-singel, DVD, DVD-Video (28 października 2009)[2]

1. „Bump Bump!” – 4:05
2. „IZM” – 4:36
3. „Bump Bump!” (Instrumental) – 4:03
4. „IZM” (Instrumental) – 4:30

DVD-1 „Bump Bump!” (Music Video)
DVD-2 „Bump Bump!” (Music Video) ~Dance Edit~

## Notowania na Listach przebojów
| Kraj    | Lista (2009)         | Najwyższa pozycja |
| ------- | -------------------- | ----------------- |
| Japonia | Weekly Singles Chart | 8                 |